# Albert Bierstadt
Albert Bierstadt (7. ledna 1830 Solingen – 8. února 1902 New York) byl americký malíř narozený v Německu, který se věnoval krajinomalbě.

## Život
Narodil se v chudé rodině, která v roce 1832 odešla do Spojených států. Jeho otec pak pracoval v New Bedfordu v Massachusetts jako bednář. Roku 1853 odjel do rodného Německa, kde studoval na Akademii v Düsseldorfu. Zde si osvojil krajinářskou techniku. V roce 1858 zorganizoval výstavu obrazů, kde představil i patnáct vlastních pláten. V roce 1859 se zúčastnil vládní expedice plukovníka Fredericka W. Landera do Colorada a Wyomingu. Během této výpravy se zamiloval do amerického západu a tato oblast se stala také hlavním tématem jeho prací. Pobýval zde ještě v roce 1863 a potom v letech 1871–1873. Časem však jeho tvorba vyšla z módy, pod tlakem amerického impresionismu, což si však dlouho nebyl ochoten přiznat a nebyl schopen svůj nákladný životní styl změnit. To ho donutilo v roce 1895 vyhlásit bankrot.[zdroj⁠?!]